# Editorial Calumnia
Editorial Calumnia es una editorial española radicada en la comunidad balear que publica en castellano y en catalán libros de temática política y social, y, más específicamente, obras afines al ideario libertario y anarquista.

## Historia
Editorial Calumnia fue fundada por el historiador y profesor de la Universidad de las Islas Baleares Jordi Maíz Chacón (Cabra, Córdoba, 1977), impulsor de las investigaciones históricas sobre los movimientos libertarios en las Baleares y autor de diversos estudios impresos en su propio sello, como Contra lo mal govern (2017), Caminando entre aristas. Pobres, herejes y malditas del medievo (2021), Generació llibertària (2024) y, en colaboración con Carlos Coca, Un verso en la trinchera (2023), dedicado al poeta revolucionario León Felipe. Entre las numerosas obras suyas aparecidas en otras firmas cabe destacar un notable ensayo sobre el teórico del anarquismo ruso Piotr Kropotkin (El otoño de Kropotkin, 2018), publicado por Editorial La Malatesta.

## Catálogo
Como corresponde a una casa editora de proyección y magnitud modestas, el catálogo de Editorial Calumnia se compone de un número reducido de títulos; en marzo de 2025, los libros que podían adquirirse a través de su sitio web no alcanzaban el centenar. Al margen de algunas obra literarias y unas pocas incursiones en temas peregrinos, los textos del catálogo giran principalmente en torno al anarquismo y otras ideologías revolucionarias, con atención tanto a los teóricos del anarquismo como al devenir histórico de los movimientos libertarios, del sindicalismo y de otros ámbitos relacionados, como el feminismo y las nuevas corrientes pedagógicas. 
Encontramos así textos de los fundadores del anarquismo, especialmente de Mijaíl Bakunin y Piotr Kropotkin. De Bakunin se ha editado La instrucción integral y Los osos de Berna y el oso de San Petersburgo. De Kropotkin, El espíritu revolucionario, La comuna de París, Lo que debe ser la Geografía y su correspondencia con Lenin. El anarquismo español está representado por Ricardo Mella (Los sucesos de Jerez), Federico Urales (Los municipios libres. Ante las puertas de la anarquía) y su esposa Teresa Mañé (A las proletarias). Encontramos asimismo protagonistas del anarquismo feminista como Emma Goldman (La prostitución y las víctimas de la moralidad) y la menos conocida Voltarine de Cleyre, de la que se ha editado una selección de textos titulada Amor y libertad, y también autores más recientes, como el ecologista estadounidense Murray Bookchin (Ecología y pensamiento revolucionario).
Respecto a los estudios debidos a historiadores y ensayistas actuales, cabe destacar los dedicados a la Segunda República y a la guerra civil española, y los centrados en la presencia y desarrollo del anarquismo y el sindicalismo en las islas Baleares; algunos títulos se ocupan de las revoluciones rusa y cubana. No faltan las biografías o introducciones a la obra de teóricos como Pierre Joseph Proudhon (Propuestas proudhonianas, de Erick Benítez Martínez), revolucionarios como Víctor Serge (Víctor Serge y la revolución, del francés Frank Mintz), el secretario de la CNT Ángel Pestaña (Ángel Pestaña, falangista, de Sergio Giménez), el activista italiano Alfredo M. Bonanno (Cincuenta sombras sobre Bonanno, del historiador Miquel Amorós) y las citadas Emma Goldman y Voltairine de Cleyre (Emma Goldman. Reflexiones anarcofeministas, de Silvia Döllerer; Emma Goldman. La unión apasionada de pensamiento y vida, de Laura Vicente; y Voltairine de Cleyre. La perla del anarquismo, de David Martín Sánchez).

## Valores
En una entrevista de 2018, Jordi Maíz definió Editorial Calumnia como «un proyecto autogestionado de difusión de textos, debates, jornadas o materiales que de una forma u otra nos ayuden a escapar, aunque sea momentáneamente, del capitalismo y del individualismo salvaje en el que nos encontramos sumergidos, o quizás ahogados. [...] Nuestros objetivos son sencillos: compartir literatura antiautoritaria y potenciar encuentros de carácter libertario en cualquier ámbito». Para hacer frente a las dificultades de financiación propias de una iniciativa de estas características, el fundador cuenta que se optó por crear una red de suscripciones que, a cambio de una cuota anual, recibe todas las publicaciones; quienes apoyan el proyecto tienen prioridad para publicar sus textos.